# Borboropactus silvicola
Borboropactus silvicola is een spinnensoort uit de familie van de krabspinnen (Thomisidae).
De wetenschappelijke naam van de soort werd in 1938 als Regillus silvicola (onjuist vervoegd als "silvicolus") gepubliceerd door Reginald Frederick Lawrence.